# سني سينغ (ممثل)
سني سينغ (من مواليد 6 أكتوبر 1985) هو ممثل هندي. وكان أول ظهور تمثيلي له عام 2011 ، وكان له دور بسيط في فلم Akaash Vani (2013). وكان أول أعماله الناجحة ملاحظ له كممثل في فلمه الشهير Pyaar Ka Punchnama 2 (2015)، ونجح في عدة مسلسلات رومنسية كوميدية مثل Sonu Ke Titu Ki Sweety وحقق منها أرباحا كبيره.

## حياته
وُلد سينغ لمخرج حيلة جاي سينغ نيجار، وكان مخرجا لعدد من الاعمال تشيناي إكسبريس (2013) وشيفاي (2016).

## حياته كممثل
ظهر لأول مرة على التلفاز عام 2007 من خلال دوره في مسلسل Star Plus Kasautii Zindagii Kay ، حيث لعب دور العاشق للشخصية التي تمثلها كراتيكا سنغار . ولاحقًا، حصل على دور كاران في شاكونتالا الذي اصدر عام عام 2009.
بدأ سينغ مسيرته في السينما عام 2010 مع فيلم مدرسة حيث لعب دور البطولة إلى جانب شاهيد كابور. في عام 2011 مثل في فيلم Madhur Bhandarkar الكوميدي Dil Toh Baccha Hai Ji ، حيث ظهر بدور بسيط في المشهد الختامي جنبًا إلى جنب مع عمران هاشمي والوافد الجديد شيتنا باندي . وكان أول دور رئيسي له هو دور الزوج المسيء، رافي، جنبًا إلى جنب مع كارتيك آريان ونوشرات بهاروشا في فلم دراما رومنسي للمخرج لوف رانجان أكاش فاني ، ولكنه فشل هذا الفلم فشل ذريع.
عاد سينغ مع عده افلام مثل Pyaar Ka Punchnama 2 ، وهو تكملة لفيلم 2011 Pyaar Ka Punchnama وشارك بادور بطولية في أفلام عديدة مع Aaryan وBharucha و Omkar Kapoor و Ishita Raj Sharma وSonnalli Seygall . بإجمالي إجمالي عالمي يبلغ 88 كرور روبية هندية (15 مليون دولار أمريكي) ، وهو أول نجاح تجاري له في عالم الأفلام. جاء اصدار أفلامه الأعلى ربحًا في عام 2018. وعندما تعاون مع الثلاثي للمرة الثالثة في Sonu Ke Titu Ki Sweety.
ظهر سينغ لأول مره كمخرج لأكيف علي ، De De Pyaar De ، وهو فيلم كوميدي رومانسي من إنتاج رانجان، يدور حول رجل ثري يبلغ من العمر 50 عامًا يقع في حب فتاة اصغر منه، وهو من بطولة أجاي. ديفجن مقابل راكول بريت سينغ وتابو. كما لعب دور البطولة في الفيلم الكوميدي جوثا كاهين كا إلى جانب العديد من الممثلين .
وكان أول فلم لسينغ كممثل رئيسي في فلم كان في Pyaar Ka Punchnama 2 وهو أول ظهور إخراجي للمنتج أبهيشيك باثاك أوجدا شامان. كان أدائه موضع تقدير ولكن الفيلم حقق نجاحًا معتدلًا في السينما الهندية.
احدث الأفلام التي مثلها سينع كان Jai Mummy Di ، وهو فيلم كوميدي رومانسي من بطولة Seygall و سوبريا بثاك وبونام . وكان الفيلم من تأليف وإخراج نافجوت جولاتي وإنتاج رانجان مرة أخرى، واصدر الفيلم في 17 يناير 2020. ولم يحقق النجاح المتوقع. وفي فبراير عام 2021، أُعلن سينغ أنه سيمثل دور لاكشمانا في Adipurush ، وهو فيلم واعد مع رامايانا.

### أفلام
| سنة الاصدار | اسم الفلم             | الدور                   | ملحوظات | المرجع. |
| ----------- | --------------------- | ----------------------- | ------- | ------- |
| 2010        | باثشالا               | فيكي                    | طالب    |         |
| 2011        | ديل توه باتشا هاي جي  | عكاش كانوار             |         | [ 13 ]  |
| 2013        | عكاش فاني             | رافي شارما              |         | [ 14 ]  |
| 2015        | بيار كا بونشناما 2    | سيدارت "تشوكا" جاندوترا |         | [ 15 ]  |
| 2018        | سونو كه تيتو كي سويتي | تيتو شارما              |         | [ 16 ]  |
| 2019        | دي دي بيار دي         | عكاش سيغال              |         |         |
| 2019        | جوثا كاهين كا         | كاران باندي             |         | [ 17 ]  |
| 2019        | اوجدا شامان           | شامان كوهلي             |         | [ 18 ]  |
| 2019        | باتي باتني أور ووه    | دورجيش "دوجا" كانوجيا   |         | [ 19 ]  |
| 2020        | جاي مامي دي           | بونيت "بونو" خانا       |         | [ 20 ]  |
| 2023        | أديبوروش              | شيش                     |         | [ 21 ]  |
| لم يحدد     | يار جيغري †           | لم يحدد بعد             |         | [ 22 ]  |
| لم يحدد     | لوف كي ترتيب الزواج † | لم يحدد بعد             | تصوير   | [ 23 ]  |